# José Cevallos Cepeda
José Cevallos Cepeda (Durango, Durango, 1831 - Ciudad de México, 19 de abril de 1893) fue un militar y político mexicano.

## Guerra de Reforma
Ingresó al Colegio Militar en la Ciudad de México, alcanzando el grado de capitán en mayo de 1855. Terminada la Revolución de Ayutla se unió a las filas liberales, por lo que estallada la Guerra de Reforma participó en los combates por la Ciudad de México entre marzo y abril de 1859, en la Batalla de Silao y en la Batalla de Calpulalpan.

## Segunda Intervención Francesa
Durante la Segunda Intervención Francesa en México participó en la Batalla de Puebla, sin embargo, cayó prisionero meses después cuando los franceses tomaron la plaza luego del Sitio de Puebla. Cuando era conducido hacia Veracruz, logró escapar y reincorporarse al Ejército republicano. Luego de hacer campaña en Mazatlán, fue nuevamente capturado y esta vez, enviado a Baja California. No obstante, escapó y participó en la Batalla del 2 de abril y en la Toma de la Ciudad de México (1867).

## República
Terminada la guerra, fue nombrado gobernador y comandante militar de Yucatán del 1 de febrero al 2 de abril de 1869 cuya capital, Mérida se encontraba en estado de sitio. En 1870 fue comandante militar de Veracruz. Combatió en Oaxaca durante la Revolución de La Noria. En octubre de ese año fue nombrado gobernador y comandante militar de Sinaloa y al lado de Ramón Corona participó en la Rebelión de Lozada, lo que le valió el  grado de general de división en septiembre de 1873.
En 1876 participó en la Revolución de Tuxtepec y posteriormente en la Revolución Iglesista. Fue durante ese tiempo que fue comandante militar y gobernador de Jalisco. Derrotados los iglesistas, se exilió en San Francisco, California y luego en Guatemala. 
Regresó al país terminando el primer periodo presidencial de Porfirio Díaz, resultando electo diputado federal en 1880. Fue gravemente herido en la garganta en duelo a espada en la Ciudad de México, el 18 de mayo de 1880, por  el distinguido caballero yucateco don Eduardo González Gutiérrez. Fue designado gobernador del Distrito Federal el 3 de diciembre de 1884, cargo que tuvo hasta su muerte el 19 de abril de 1893.
Por órdenes del presidente Porfirio Díaz, sus restos fueron inhumados en la Rotonda de las Personas Ilustres el 22 de abril de 1893.
| Predecesor: José M. Vargas | Gobernador y Comandante Militar de Yucatán 1 de febrero de 1869 - 2 de abril de 1869 | Sucesor: José Apolinar Cepeda Peraza |